# 范小林
范小林（1970年11月—），中华人民共和国政治人物、教育工作者，中共党员，生于江西省莲花县。长期任职于江西省大专院校，现任中共抚州市委书记。

## 生平
范小林早年就读赣南师范学院（赣南师范大学），後在该校任职，并成为享有江西省人民政府特殊津贴的学者。2014年10月，他从赣州调任萍乡，成为萍乡学院升格为本科院校後的第一位院长。2017年，他回到赣南师范大学，先后担任学校校长、党委书记，2021年转任东华理工大学党委书记。
2021年11月，他当选为中共江西省纪委副书记、随即兼任江西省监察委员会副主任，直到2024年3月去职，并转任江西省科学院院长，2024年10月，出任中共抚州市委书记。